# Werner Lorenz

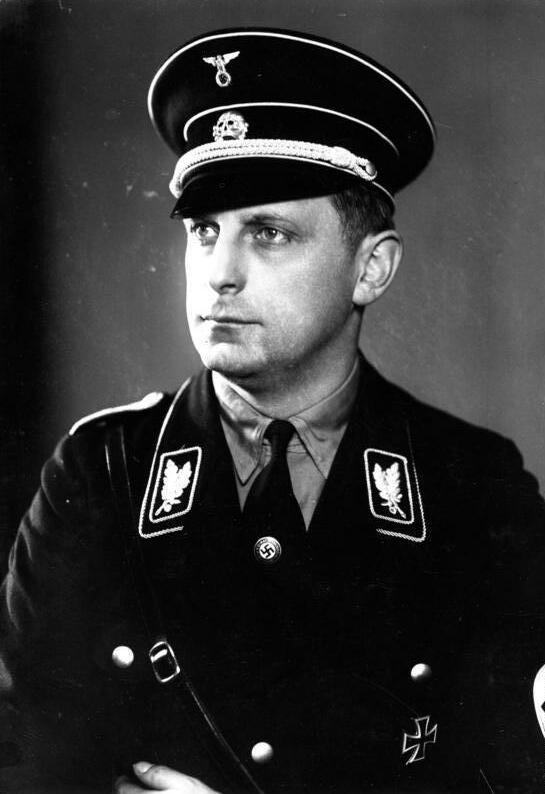
Fotografía de Werner Lorenz en uniforme de SS-Obergruppenführer, tomada en 1933.

Werner Lorenz (Grünhof, actualmente Gmina Postomino en Polonia, 2 de octubre de 1891 - Hamburgo 13 de marzo de 1974) fue jefe del "Centro de Coordinación para Alemanes Étnicos" (Volksdeutsche Mittelstelleo VoMi), Obergruppenführer de las SS, general de las Waffen-SS y policía de la Alemania Nazi. Convicto como criminal de guerra.

## Biografía
Werner Lorenz nació en la región de Pomerania, hijo de un propietario de tierras. Aunque su familia no pertenecía a la aristocracia junker, carecía del "von" en su apellido, Lorenz poseía un escudo de armas familiar, el cual presentó ante  Himmler, cuando este pidió a los líderes de las SS que tuvieran uno para decorar el salón del Wewelsburg.En 1909, Lorenz se unió al cuerpo de cadetes de élite para convertirse en oficial del ejército prusiano.  

### Primera Guerra Mundial
En abril de 1913 se unió a un regimiento de dragones como alférez subalterno. Inmediatamente después del estallido de la Primera Guerra Mundial, Lorenz fue al frente en agosto de 1914, donde se le otorgó la Cruz de Hierro de segunda clase en su primer mes de servicio. En 1915 pasó de la caballería al cuerpo aéreo. Más tarde se desempeñó como oficial de estado mayor y recibió la primera clase de la Cruz de Hierro poco antes del final de la Primera Guerra Mundial. Después del final de la guerra, la última unidad que dirigió se situó en la región fronteriza polaca y participó en los combates de la Guardia Fronteriza Oriental hasta que se disolvió en marzo de 1920.
Al ser desmovilizado, Lorenz trabajó como agricultor y pronto adquirió terrenos y una propiedad industrial en Danzig. En 1929 Lorenz se unió al NSDAP y el 31 de enero de 1931 a las SS. En 1933 actuó como miembro del parlamento estatal en Prusia y también desde noviembre de 1933 como miembro del Reichstag. Al mismo tiempo, trabajó en el Consejo de Estado de Hamburgo.
El 9 de noviembre de 1933, Lorenz fue ascendido a SS-Gruppenführer y actuó como enlace con el Völkischer Kampfring de Tirol del Sur. De 1934 a 1937 dirigió la División Superior Norte de las SS en Altona desde 1934 hasta 1937, con sede oficial en Hamburgo. En noviembre de 1936 fue ascendido a SS-Obergruppenführer. Desde enero de 1937 dirigió la Volksdeutsche Mittelstelle (VoMI) que, en un principio, era responsable del bienestar de los alemanes étnicos (Volksdeutsche) que vivían más allá de las fronteras de la Alemania nazi antes de la guerra Tras el inicio de la Segunda Guerra Mundial, la VOMI se encargó del reasentamiento de los alemanes étnicos en el territorio capturado, pero también de la "germanización" de niños extranjeros como polacos y eslovenos.

### Segunda Guerra Mundial
Desde octubre de 1939, Lorenz estuvo directamente subordinado a Heinrich Himmler, Comisionado del Reich para la Consolidación del Volkstum alemán, quien los dejó a cargo de la oficina principal de las SS en junio de 1941. Al mismo tiempo, Lorenz fue el representante autorizado para las relaciones internacionales del adjunto del Führer, Rudolf Hess. En esta capacidad actuó en Berlín como Presidente de la "Asociación de Asociaciones e Instituciones Intergubernamentales".
Como director de VOMI, Lorenz era responsable del reasentamiento y la "gestión del hogar" de los extranjeros de origen alemán y las minorías alemanas en el extranjero, por ejemplo en el contexto de la opción del Tirol del Sur, así como de la "germanización" de los extranjeros. niños, especialmente polacos y eslovenos.

## Condena y prisión

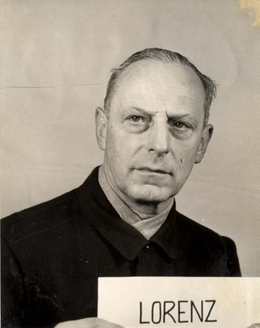
Lorenz, prisionero de guerra.

Después de la Segunda Guerra Mundial, Lorenz fue internado brevemente en Gran Bretaña donde fue hallado culpable de crímenes de guerra y sentenciado a veinte años de prisión en Landsberg.

## Liberación y muerte
En 1951 su encarcelamiento se redujo a 15 años, y en la primavera de 1955 fue liberado. Murió en Hamburgo en 1974.

## Descendencia
Werner Lorenz tuvo tres hijos, Rosemarie (1920-2019), Jutta (nacida en1922) y Joachim-Werner (nacido en 1928). Su hija mayor, Rosemarie, fue esposa del editor Axel Springer.